# Otto Klineberg
Otto Klineberg, né le 2 novembre 1899 à Québec, et mort le 6 mars 1992 à Bethesda (Maryland), est un psychologue et un professeur de psychologie canadien, spécialisé dans l’étude des différences de comportement social en fonction de la nationalité ou de la « race ». Il a insisté dans l’ensemble de ses travaux, portant notamment sur les tests d’intelligence, sur l’influence déterminante du milieu social et de la culture pour expliquer des différences de comportement qui restaient majoritairement attribués dans les années 1930 à des causes raciales et biologiques. Son opposition au point de vue héréditariste l’a conduit à s’engager dans la voie de l’antiracisme, en particulier au sein de l’Organisation des Nations unies pour l'éducation, la science et la culture (UNESCO) dont il est devenu dès la création un membre actif.

## Biographie

### Entre psychologie et anthropologie
Il obtient une licence en psychologie en 1919 à l’université McGill de Montréal. Franchissant la frontière canadienne, il s’inscrit l’année suivante à Harvard et obtient un master de pchychologie. Il revient à McGill dès l’année suivante pour s’inscrire en médecine et obtient son diplôme de médecin en 1925, avec le projet de devenir psychiatre. Son attrait pour la psychologie le pousse toutefois à s'inscrire à l’Université Columbia, où il obtient un doctorat en psychologie en 1927.
Durant l’été de la même année, il suit un cours facultatif de l’anthropologue et linguiste Edward Sapir, un spécialiste d’ethnologie des Amérindiens. Il décrit cette initiation à l’anthropologie comme une « révélation », l’amenant à découvrir que « les concepts sur lesquels nous travaillions en psychologie n’avaient guère de sens puisqu’ils ne se rapportaient qu’aux êtres humains se rapportant à notre culture. […] Il était ridicule de parler de psychologie humaine, alors qu’on ne se penchait que sur un groupe particulier d’êtres humains ». À la suite de cette découverte, Klineberg s’introduit dans le cercle des anthropologues gravitant autour de la figure de Franz Boas. A l’été 1926, il accompagne deux chercheurs de ce groupe jusque dans l’État de Washington, afin de mener une étude combinant anthropologie et psychologie sur des enfants de la tribu Yakama. La fréquentation des anthropologues l’avait notamment amené à réviser son opinion initiale, largement répandue à l’époque, sur la détermination des aptitudes mentales par des différences biologiques entre les groupes ethniques ou raciaux.
Souhaitant mettre ses nouvelles hypothèses à l’épreuve, il administre durant son séjour un test d’exécution de tâches pratiques aux enfants indiens de la tribu. Ceux-ci, malgré ses exhortations à « accomplir cette tâche aussi vite que possible », travaillent plus lentement que les enfants blancs, mais commettent aussi moins d’erreurs. Dans la culture Yakama la vitesse d’exécution d’une tâche s’avère ne pas être un élément culturellement valorisé, ce qui influence jusqu’aux gestes les plus banals de la vie quotidienne de ces enfants et joue un rôle fondamental dans la construction de leur personnalité sociale. Klineberg repart donc de son voyage dans l’État de Washington avec la certitude que la culture exerce une influence déterminante sur les aptitudes mentales mesurées par les tests traditionnellement administrés pour mesurer l’intelligence. Fort de cette découverte, il envisage sa carrière sous un jour nouveau. Alors que ses doubles compétences en médecine et en psychologie devaient initialement le mener vers la psychopathologie, il va résolument orienter sa carrière vers l’étude des questions « raciales ».

## Œuvres

### Essais et études
- Experimental study of speed and others factors in ″racial″ differences, New York, 1928, 111 p.
- Race differences, New York : Harper and brothers, 1935.
- Race et psychologie, Paris : UNESCO, 1951.
- Avant-propos de Donald Young, États de tension et compréhension internationale, Paris : M.-T. Génin, 1951.
- Psychologie sociale, t.1 : Motivation et psychologie différentielle, 1957 ; t. 2 : Personnalité et interaction sociale, 1959 (édition en 1 vol, 1967), Paris : Presses universitaires de France.
- Avec Marisa Zavalloni, Nationalism and tribalism among African students. A study of social identity, Paris : Mouton, 1969.
- Avec Jeanne Ben Brika, Étudiants du Tiers-monde en Europe. Problèmes d'adaptation, une étude effectuée en Autriche, en France, aux Pays-Bas et en Yougoslavie, Paris : Mouton, 1972.
- Vers une meilleure compréhension internationale : l'apport contemporain de la psychologie, Éditions Inter-nationales, Paris, 1974.
- Avec Heine von Alemann, International educational exchange : an assessment of its nature and its prospects, École des hautes études en sciences sociales, Paris, 1976.

### Articles
- « Réflexion d’un psychologue international d’origine canadienne », International sociology of science journal, 25, 1973, pp. 39–54.
- « Klineberg [autobiographie] », A History of psychology in autobiography, VI, pp. 163–182